# Compsocradus
Compsocradus Berry et Stain, 2000 es un género de Pteridophyta perteneciente al orden Iridopteridales. Este vegetal de porte probablemente herbáceo es conocido a partir de sus restos fósiles datados entre el periodo Givetiense, del Devónico Medio. Hasta la actualidad se han descrito dos especies dentro del género, Compsocradus laevigatus Berry et Stain, 2000, conocida por sus fósiles localizados en la Formación Campo Chico de Sierra Perijá, Venezuela, y Compsocradus givetianus (Wang DM) Fu, Wang Y, Berry et Xu, 2011 de la Formación Hujiersite, en Xinjiang, China.

## Descripción
A partir de las tres localidades en las que se han recuperados restos de las dos especies conocidas de Compsocradus se ha podido establecer los caracteres diagnósticos del género. Los fósiles muestran unos vegetales con crecimiento pseudomonopodial con ejes de dos órdenes de ramificación en Compsocradus laevigatus y tres en Compsocradus givetianus. En ninguno de los restos conocidos se ha podido identificar el sistema radicular de estos vegetales y se ignora si el eje primario de mayor grosor es el tallo principal de la planta o si estaba unido a uno de mayor entidad. 
Las ramificaciones de primer orden son siempre glabras, sin espinas ni pilosidades al contrario de lo que ocurre en otras especies del orden Iridopteridales. Estos tallos poseen también estriaciones longitudinales, 10 en el caso de C. givetiense y puede que 6 en C. laevigatus. Se organizan en nudos y entrenudos existiendo en los primeros un verticilo de ramificaciones secundarias y apéndices fértiles y estériles formado por estos órganos insertados en dos vueltas de hélices muy apretadas en ángulo agudo,  20 y 45 grados en C. givetianus. En C. laevigatus posee tres órganos por nudo en las seis posiciones posibles mientras que C. givetianus posee entre 3 y 5 de las diez posiciones.
Las ramificaciones secundarias son siempre más estrechas que las primarias. Son rectas o levemente curvadas hacia el ápice del eje en el que se insertan y completamente glabras. Portan ramificaciones terciarias y apéndices fértiles y estériles en C. givetianus y solo apéndices en C. laevigatus. La inserción de cualquiera de estos órganos es desconocida a nivel de las ramificaciones de segundo grado debido a lo fraccionario de los restos. Las ramificaciones de tercer grado de C. givetianus portan únicamente apéndices estériles, nunca fértiles.
Los apéndices de Compsocradus forman una estructura formada por pequeños tallos de 1,4 mm de grosor que dicotomizan isótoma o anisótomamente cinco o seis veces en varios ángulos dando una morfología tridimensional. En el extremo de las últimas ramificaciones de los apéndices estériles aparecen un par de pequeños tallos de ápice agudo curvados hacia el exterior. En las ramificaciones fértiles aparecen en esa misma posición un par de esporangios erectos fusiformes, hasta 64 por apéndice, con dehiscencia desconocida o ausente y a los que no se ha podido asociar ningún tipo de espora.
El cilindro vascular que ha podido observarse en Compsocradus corresponde a la especie C. laevigatus. Es una protostela de tipo actinostela con maduración mesarca acanalada por seis haces de xilema primario. De los haces de xilema surgen las trazas de las ramificaciones secundarias y apéndices. En el extremo de los brazos de xilema primario aparecen hebras de protoxilema periférico formado por traqueidas con perforaciones uniseriadas circulares a ovales. El metaxilema, mal conservado, está compuesto por traqueidas grandes, de entre 60 y 84 μm de diámetro y en algunos ejemplares se ha observado la presencia de floema primario y córtex en el tejido externo al cilindro vascular.

## Taxonomía
El nombre genérico Compsocradus proviene de las palabras griegas κομπσο, «elegante» y κραδοσ, «rama». Compsocradus comparte con las especies presentes en el orden Iridopteridales gran parte de sus caracteres anatómicos como la presencia de apéndices estériles o fértiles multidicótomos y la estela de tipo actinostela, que poseen también Ibyka, Anapaulia e Hyenia. Otros caracteres son únicos de este vegetal, como la ausencia de espinas o el patrón verticilado alterno de sus ramificaciones. Para los investigadores que realizaron la descripción del género tienen más peso las similitudes entre los miembros más aceptados de Iridopteridales y Compsocradus que las diferencias, por lo que en la actualidad la pertenencia de este vegetal a ese orden es plenamente aceptada.